# Yves Bottineau-Fuchs
Pour les articles homonymes, voir Bottineau (homonymie) et Fuchs.
Yves Bottineau-Fuchs est un historien français du XXe siècle, spécialiste de la fin du Moyen Âge et de la Renaissance en Normandie.

## Biographie
Il nait en 1939 à Saint-Lô.
Il est professeur d’histoire de l’art à l’ENSA de Paris-Val-de-Seine. Il codirige le master « Ville, patrimoine et architecture » de l’université Paris VII - Diderot.

## Publications
- Haute-Normandie gothique : Architecture religieuse, Paris, Éditions A. et J. Picard, coll. « Les Monuments de la France gothique », 2001, 403 p. (ISBN 2-7084-0617-5, ISSN 0986-4881)
- Georges Ier d'Amboise 1460-1510 : un prélat normand de la Renaissance, Rouen, Éditions PTC, coll. « Biographies », 2005, 158 p. (ISBN 2-906258-90-3, lire en ligne)
- Peindre en France au XVe siècle, Arles, Actes sud, 2006, 336 p. (ISBN 2-7427-6234-5)
- L'Équerre et le pinceau : l'architecture dans le tableau, IXe-XXe siècle, Arles, Actes sud, 2013, 381 p. (ISBN 978-2-330-02413-0)